# Остров Андреева
О́стров Андре́ева — остров в Восточно-Сибирском море в составе Медвежьих островов, административно относится к Якутии.

## Расположение
Расположен в центральной части Медвежьих островов в 2 километрах к западу от острова Пушкарёва в 68 километрах от материка.

## Описание
Представляет собой овальной формы гранитную скалу длиной около 400 метров и шириной около 300 метров. Максимальная высота острова — 8 метров.
Назван в честь Степана Андреева, сержанта геодезии, побывавшего и описавшего Медвежьи острова в апреле 1764 года.